# Xavier Silas
Xavier Silas (* 22. Januar 1988 in San Antonio, Texas, Vereinigte Staaten) ist ein US-amerikanischer Basketballspieler. Aktuell steht er in Argentinien bei San Lorenzo de Almagro unter Vertrag.

## Karriere
Seine basketballerische Ausbildung erhielt Silas von 2006 bis 2008 zunächst an der University of Colorado Boulder, anschließend von 2008 bis 2011 an der Northern Illinois University. Aufgrund des Wechsels musste Silas in der Saison 2008/09 aussetzen. In seiner Abschlusssaison (2010/11) mit den Northern Illinois Huskies in der US-amerikanischen College-Liga NCAA erzielte er durchschnittlich 22,3 Punkte und 4,6 Rebounds pro Spiel. Dank dieser Leistungen wurde er in das All-Mid-American Conference First Team berufen.
Beim NBA-Draft 2011 wurde Silas nicht gedraftet. Er begann seine Profi-Karriere in Frankreich bei BCM Gravelines. Bereits im Dezember 2011 kehrte er in die USA zurück, wo er bei den Philadelphia 76ers unterschrieb. Diese liehen ihn zunächst an die Maine Red Claws aus. Im Laufe der Saison 2011/12 absolvierte Silas jedoch noch vier Spiele für die 76ers.
Während der NBA Summer League 2012 spielte Silas für die 76ers. Beim Spiel gegen die Detroit Pistons zog er sich jedoch eine Kopfverletzung zu. Die folgende Saison verbrachte Silas erneut bei den Maine Red Claws.
Im November 2013 wechselte Silas nach Israel zu Maccabi Aschdod. Nach neun Spielen verließ er das Team jedoch wieder und spielte den Rest der Saison in Argentinien bei Asociación Atlética Quimsa.
In der Saison 2014/15 erhielt Silas zunächst einen Vertrag der Washington Wizards, für die er jedoch nicht zum Einsatz kam. Ab Januar 2015 spielte Silas in Griechenland für  Kifisia.
Zur Saison 2015/16 wechselte Silas zu den Telekom Baskets nach Bonn, wo er einen Einjahresvertrag erhielt. Bereits im November 2015 einigten sich Silas und die Telekom Baskets auf die Auflösung des Vertrages und beendeten die Zusammenarbeit vorzeitig. Am 19. November unterschrieb Silas beim argentinischen Club San Lorenzo de Almagro.

## Persönliches
Silas’ Vater James Silas ist ebenfalls Basketballspieler und war unter anderem für die San Antonio Spurs und die Cleveland Cavaliers aktiv. Xavier Silas hat sechs Brüder und eine Schwester.